# 勐腊鞭藤
勐腊鞭藤（学名：Calamus karinensis）为棕榈科省藤属下的一个种。

## 扩展阅读
- 維基物種上的相關：勐腊鞭藤